# آر تازی‌ها
آر تازی‌ها یک ستاره است که در صورت فلکی تازی‌ها قرار دارد.